# Eurylychnus
Eurylychnus es un género de coleópteros adéfagos perteneciente a la familia Carabidae. 

## Especies
Relación de especies:
- Eurylychnus blagravii (Castelnau, 1868)
- Eurylychnus cylindricus Sloane, 1916
- Eurylychnus dyschirioides (Castelnau, 1868)
- Eurylychnus femoralis Sloane, 1915
- Eurylychnus kershawi Sloane, 1915
- Eurylychnus olliffi Bates, 1891
- Eurylychnus ovipennis Sloane, 1915
- Eurylychnus regularis Sloane, 1911
- Eurylychnus victoriae Sloane, 1892